# Slavnik, Bojnik
Slavnik (izvirno srbsko Славник) je naselje v Srbiji, ki upravno spada pod Občino Bojnik; slednja pa je del Jablaniškega upravnega okraja.

## Demografija
V naselju živi 98 polnoletnih prebivalcev, pri čemer je njihova povprečna starost 46,8 let (46,4 pri moških in 47,2 pri ženskah). Naselje ima 49 gospodinjstev, pri čemer je povprečno število članov na gospodinjstvo 2,59.
Prebivalstvo je večinoma nehomogeno, a v času zadnjih treh popisov je opazno zmanjšanje števila prebivalcev.
|  |

| Demografija | Demografija     | Demografija     |
| Leto        | Št. prebivalcev | Št. prebivalcev |
| ----------- | --------------- | --------------- |
|             |                 |                 |
|             |                 |                 |
|             |                 |                 |
|             |                 |                 |
| 1948        | 423             |                 |
| 1953        | 410             |                 |
| 1961        | 389             |                 |
| 1971        | 291             |                 |
| 1981        | 208             |                 |
| 1991        | 159             | 158             |
| 2002        | 129             | 127             |
|             |                 |                 |

| Etnična sestava po popisu iz leta 2002 | Etnična sestava po popisu iz leta 2002 | Etnična sestava po popisu iz leta 2002 | Etnična sestava po popisu iz leta 2002 | Etnična sestava po popisu iz leta 2002 |
| -------------------------------------- | -------------------------------------- | -------------------------------------- | -------------------------------------- | -------------------------------------- |
| Srbi                                   | Srbi                                   |                                        | 78                                     | 61,41%                                 |
| Romi                                   | Romi                                   |                                        | 49                                     | 38,58%                                 |
| Neznano                                | Neznano                                |                                        | 0                                      | 0,0%                                   |